# Ganggrab von Steenbergen
Das Ganggrab von Steenbergen ist eine megalithische Grabanlage der jungsteinzeitlichen Westgruppe der Trichterbecherkultur (TBK) bei Steenbergen, einem Ortsteil von Noordenveld in der niederländischen Provinz Drenthe. Das Grab trägt die Van-Giffen-Nummer D1.

## Lage
Bei der Anlage handelt es sich um das nördlichste Großsteingrab in der Provinz Drenthe. Es befindet sich nördlich von Steenbergen an der Grenze zu Roderesch, direkt an einem Feldweg.

## Forschungsgeschichte

### 19. Jahrhundert
Das Grab wurde erstmals von Nicolaus Westendorp beschrieben, der es 1814 besuchte und 1815 hierüber einer Bericht veröffentlichte. Willem Pleyte, Kurator der Sammlung niederländischer Altertümer im Rijksmuseum van Oudheden in Leiden, unternahm 1874 zusammen mit dem Fotografen Jan Goedeljee eine Reise durch Drenthe und ließ dort erstmals alle Großsteingräber systematisch fotografieren. Auf Grundlage dieser Fotos fertigte er Lithografien an. Conrad Leemans, Direktor des Rijksmuseums, unternahm 1877 unabhängig von Pleyte eine Reise nach Drenthe. Jan Ernst Henric Hooft van Iddekinge, der zuvor schon mit Pleyte dort gewesen war, fertigte für Leemans Pläne der Großsteingräber an. Leemans’ Bericht blieb allerdings unpubliziert.

### 20. und 21. Jahrhundert
Zwischen 1904 und 1906 dokumentierte der Mediziner und Amateurarchäologe Willem Johannes de Wilde alle noch erhaltenen Großsteingräber der Niederlande durch genaue Pläne, Fotografien und ausführliche Baubeschreibungen. Seine Aufzeichnungen zum Grab von Steenbergen sind allerdings verloren gegangen. 1918 dokumentierte Albert Egges van Giffen die Anlage für seinen Atlas der niederländischen Großsteingräber. 1953 und 1954 wurde das Grab durch van Giffen restauriert. Weitere Restaurierungen erfolgten 1965, 1993 und 1997. Eine systematische archäologische Grabung hat bislang nicht stattgefunden. Seit 1993 ist die Anlage ein Nationaldenkmal (Rijksmonument). 2017 wurde die Anlage zusammen mit den anderen noch erhaltenen Großsteingräbern der Niederlande in einem Projekt der Provinz Drente und der Reichsuniversität Groningen von der Stiftung Gratama mittels Photogrammetrie in einem 3D-Atlas erfasst.

## Beschreibung
Bei der Anlage handelt es sich um ein annähernd ost-westlich orientiertes Ganggrab. Eine steinerne Umfassung konnte nicht festgestellt werden. Die Grabkammer hat eine Länge von 11,6 m und eine Breite von 3,6 m. Sie besitzt sechs Wandsteinpaare an den Langseiten, je einen Abschlussstein an den Schmalseiten und sechs Decksteine. Bei van Giffens erster Dokumentation lagen die Decksteine alle herabgestürzt im Inneren der Kammer. Sie wurden bei den Restaurierungen von 1953 und 1954 wieder auf die Wandsteine aufgesetzt. Ein Stein war in fünf Teile zerbrochen und musste mithilfe von Zement wieder zusammengesetzt werden. Schwere Schäden durch ein Lagerfeuer machten 1997 die erneute Reparatur eines Decksteins nötig. An der Mitte der südlichen Langseite befindet sich der Zugang zur Kammer. Diesem ist ein Gang aus zwei Wandsteinen und einem Deckstein vorgelagert.